# فيليب بيسون
فيليب بيسون (بالفرنسية: Philippe Besson) (و. 1967  م) هو كاتب، وكاتب سيناريو، ومقدم برامج إذاعية، وناقد أدبي، ومؤلف فرنسي.

## روابط خارجية
- فيليب بيسون على موقع IMDb (الإنجليزية)
- فيليب بيسون على موقع مونزينجر (الألمانية)
- فيليب بيسون على موقع ألو سيني (الفرنسية)
- فيليب بيسون على موقع قاعدة بيانات الفيلم (الإنجليزية)